# Cornelia Street
"Cornelia Street" é uma canção da cantora e compositora norte-americana Taylor Swift, gravada para seu sétimo álbum de estúdio Lover (2019), lançado em 23 de agosto de 2019 através da Republic Records. A faixa foi escrita por Swift e produzida pela mesma em conjunto com Jack Antonoff. "Cornelia Street" é uma faixa com o título inspirado na rua de mesmo nome localizada no bairro de Greenwich Village, Nova Iorque, onde Swift alugou uma casa, e seu conteúdo lírico retrata um relacionamento em que Swift tem medo de perder seu parceiro novamente, e que se o relacionamento chegasse ao fim, seria uma espécie de desgosto que o tempo nunca seria capaz de reparar. A canção contém elementos predominantes do electropop e instrumentada por uma linha de teclado semelhante a uma flauta, um piano delicado e um sintetizador vibrante.
"Cornelia Street" recebeu críticas positivas da mídia especializada, que elogiaram o lirismo narrativo de Swift e sua produção sentimental, com alguns escolhendo-o como um dos destaques do álbum. A música foi incluída na lista das melhores músicas de 2019 pela Uproxx. Uma versão ao vivo da faixa, gravada no concerto City of Lover no teatro Olympia, Paris, em setembro de 2019, foi lançada nas plataformas digitais em 18 de maio de 2020.

## Antecedentes
Swift lançou seu sétimo álbum de estúdio Lover em 23 de agosto de 2019. A artista concebeu Lover a partir de um "lugar aberto, livre, romântico e caprichoso" de seu íntimo; ela acrescentou que o álbum parecia-lhe  "esteticamente muito diurno", enquanto seu antecessor, Reputation (2017), soava com "toda a paisagem urbana, escurecido". Swift afirmou que tentou "não fazer o álbum com nenhuma expectativa"; ela começou a "escrever tanto" que "sabia imediatamente que [Lover] provavelmente seria mais longo" do que seus outros discos de estúdio. Lover apresenta 18 faixas, das quais três músicas foram compostas exclusivamente por Swift — "Lover", "Cornelia Street" e "Daylight". Em entrevista à Entertainment Weekly, Swift relatou que "Cornelia Street" era uma das canções mais pessoais presentes no Lover e que estava "mais próxima de seu coração". No concerto City of Lover, realizado no teatro Olympia, em Paris, em setembro de 2019, Swift disse ao público que escreveu a faixa em sua banheira.

## Estrutura musical e conteúdo lírico
Musicalmente, "Cornelia Street" é uma canção derivada do gênero electropop instrumentada por uma linha de teclado, sintetizadores pulsantes ao fundo e vocais ecoantes. Na ponte e no pré-refrã , os vocais de Swift são acompanhados por uma delicada linha de piano. O refrão apresenta Swift cantando em seu registro vocal em falsete. Swift explora temas contemplativos de desgosto e nostalgia. Em entrevista para o programa Elvis Duran and the Morning Show, Swift explicou: "É sobre as coisas que aconteceram e as memórias que aconteceram naquela rua... toda a nostalgia. Às vezes ligamos nossas memórias aos lugares onde elas acontecem". O título refere-se a uma rua no bairro de Greenwich Village, em Nova Iorque, onde Swift alugou uma casa por um curto período de tempo. Isso também é referenciado no primeiro verso, onde Swift canta: "Eu aluguei um lugar na Rua Cornelia", onde a revista Vulture revelou ser baseado na experiência de Swift ao alugar o local enquanto sua residência em Tribeca estava sendo reformada. Desde então, a moradia recebeu ampla cobertura na grande mídia e nos meios de comunicação imobiliários.
Os críticos observaram que "Cornelia Street" permanece fiel à habilidade narrativa de composição de Swift para explorar emoções com detalhes intrincados. Para demonstrar esse ponto de vista, Carl Wilson, do Slate, selecionou a letra: "As janelas se abriram, o ar do outono / A jaqueta em volta dos meus ombros é sua / Abençoamos as chuvas na Rua Cornelia / Memorize os rangidos no chão". Ao longo da música, as imagens da cidade de Nova Iorque são predominantes - embora Swift e seu interesse amoroso inicialmente compartilhem momentos felizes juntos, Swift deixa o relacionamento sem se despedir assim que se preocupa se seu interesse amoroso estava sendo honesto. Quando ela chega a um túnel, porém, seu interesse amoroso a chama e a atrai novamente. Anos depois, ela tem medo de errar novamente e perdê-lo, como no verso: "Esse é o tipo de desgosto que o tempo não vai consertar / Eu nunca mais andaria pela Rua Cornelia".  Wilson interpretou que o trecho "We blessed the rains on Cornelia Street" era uma referência à canção "Africa" (1982), da banda Toto, e a letra de "tunnel" refere-se ao Lincoln Tunnel,  enquanto Mikael Wood, do Los Angeles Times, interpretou-o como Holland Tunnel.
A revista Vogue comparou a narrativa da música com a de "All Too Well", uma canção de seu quarto álbum Red (2012), por apresentar a "mesma mistura de nostalgia por ruas cruzadas, mudanças de estação e altos de relacionamento que fazem os baixos doerem muito mais". Em uma crítica para a Rolling Stone, Rob Sheffield considerou "Cornelia Street" uma progressão de "Holy Ground", faixa também do álbum Red, por ambas as faixas retratarem uma garota na cidade de Nova Iorque, o que a lembra de seu interesse amoroso antes mesmo do fim do relacionamento.

## Performances ao vivo
Swift cantou "Cornelia Street" pela primeira vez no concerto único City of Lover em Paris em 9 de setembro de 2019. Swift executou uma versão simplificada da música, apoiando-se em um violão. O concerto foi filmado e posteriormente exibido como especial de TV na American Broadcasting Company (ABC) em 17 de maio de 2020. A performance de "Cornelia Street" foi lançada para as plataformas de streaming em 18 de maio de 2020. Em 26 de agosto de 2023, Swift cantou "Cornelia Street" como uma "música surpresa" durante o concerto na Cidade do México de sua sexta turnê como atração principal, a The Eras Tour (2023–2024).